# Антоан-Лоран дьо Жусийо
Антоан-Лоран дьо Жусийо (на френски: Antoine-Laurent de Jussieu) е френски ботаник със значителен принос в систематиката на покритосеменните. Той е племенник на Бернар дьо Жусийо и баща на Адриан-Анри дьо Жусийо, също известни ботаници.
Антоан-Лоран дьо Жусийо е роден на 12 април 1748 година в Лион. През 1770 година завършва медицина в Париж, след което по препоръка на чичо си започва работа в Кралската градина. Той работи там до края на кариерата си през 1826 година, като участва в започналото през 1790 година преобразуване на Градината в Национален природонаучен музей.
Основният научен принос на Жусийо е използването на няколко характеристики при дефинирането на групите растения за разлика от първоначалната система на Карл Линей, който ги класифицира въз основа на броя на тичинките и пестиците. По този начин той дефинира голям брой растителни семейства, които се използват и в съвременните класификации.
Антоан-Лоран дьо Жусийо умира на 17 септември 1836 година в Париж.